# Renia discoloralis
Renia discoloralis är en fjärilsart som beskrevs av Achille Guenée 1854. Renia discoloralis ingår i släktet Renia och familjen nattflyn. Inga underarter finns listade.

## Bildgalleri

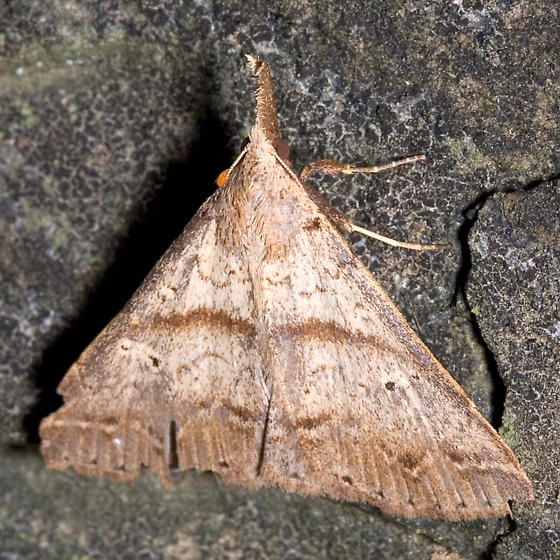
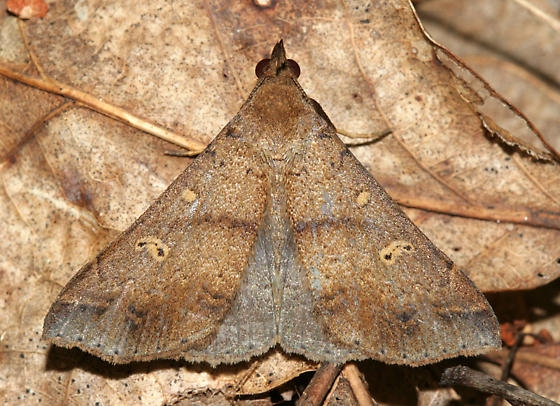